# Хантингтон, Сэм
Сэм Ха́нтингтон (англ. Sam Huntington, 1 апреля 1982) — американский актёр, наиболее известный по роли Мими-Сику в комедии «Из джунглей в джунгли» (1997), Джимми Олсена в фильме «Возвращение Супермена» (2006), а также оборотня Джоша (главная роль) в телесериале «Быть человеком» (2011—2014).

## Личная жизнь
Хантингтон родился в Питерборо, штат Нью-Гэмпшир. Его двоюродным дедушкой был актёр Ральф Беллами. Когда Беллами умер, его «Оскар» за жизненные достижения вручили Хантингтону.
12 августа 2006 года он женился на своей подруге, актрисе Рэйчел Клейн (англ. Rachel Klein), с которой встречался 5 лет. Молодые люди вступили в брак в родном городе Хантингтона, после чего отправились в медовый месяц на Фиджи. У пары двое детей: сын Чарли и дочка.

## Карьера
В 1996 году Хантингтон получил свою первую роль в телевизионном фильме с участием Лолиты Давидович «Огненная жатва». В следующем году он появился вместе с Тимом Алленом в диснеевском фильме «Из джунглей в джунгли». Далее последовали роли в фильмах «Детройт — город рока», «Недетское кино», «Уроки ориентации», «U-429: Подводная тюрьма» и «Там, где кончается река», а также гостевые роли в сериалах «Закон и порядок», «C.S.I.: Место преступления Майами», «C.S.I.: Место преступления Нью-Йорк» и «Вероника Марс». Кроме того, он снялся в документальном сериале «Штаты», когда тот охватывал Нью-Гэмпшир.
В 2006 году Хантингтон сыграл Джимми Олсена в «Возвращении Супермена» Брайана Сингера. Он исполнил одну из главных ролей в экранизации итальянских комиксов «Дилан Дог: Хроники вампиров». Хантингтон также работал в качестве приглашённого судьи во втором сезоне реалити-шоу «Без лица».
С 2011 по 2014 год играл главную мужскую роль оборотня Джоша в сериала «Быть человеком» (ремейке одноименного британского сериала).

## Фильмография
| Год       |     | Русское название                    | Оригинальное название    | Роль             |
| --------- | --- | ----------------------------------- | ------------------------ | ---------------- |
| 1996      | тф  | Огненная жатва                      | Harvest of Fire          | Натан Хостетлер  |
| 1997      | ф   | Из джунглей в джунгли               | Jungle 2 Jungle          | Мими-Сику        |
| 1997      | с   | Закон и порядок                     | Law & Order              | Терри Лоулор     |
| 1999      | ф   | Детройт — город рока                | Detroit Rock City        | Джем             |
| 2001      | ф   | Недетское кино                      | Not Another Teen Movie   | Окс              |
| 2003      | ф   |                                     | Rolling Kansas           | Динкаду Мёрфи    |
| 2004      | ф   | Уроки ориентации                    | Home of Phobia           | Клэй             |
| 2004      | ф   | U-429: Подводная тюрьма             | In Enemy Hands           | Вирджил Райт     |
| 2004      | ф   |                                     | Raising Genius           | Бик              |
| 2004      | тф  | Ночная тусовка                      | Sleepover                | Рен              |
| 2004      | с   | C.S.I.: Место преступления Майами   | CSI: Miami               | Джастин Гиллеспи |
| 2005      | ф   | Там, где кончается река             | River's End              | Клэй Уоткинс     |
| 2004—2005 | с   | Вероника Марс                       | Veronica Mars            | Люк              |
| 2005      | с   | C.S.I.: Место преступления Нью-Йорк | CSI: NY                  | Коннор Малкэхи   |
| 2006      | ф   | Возвращение Супермена               | Superman Returns         | Джимми Олсен     |
| 2006      | ки  | Возвращение Супермена               | Superman Returns         | Джимми Олсен     |
| 2007      | тф  |                                     | Two Dreadful Children    | озвучка          |
| 2007      | с   | It's a Mall World                   | Дин                      |                  |
| 2008      | кор |                                     | Looking Up Dresses       | Джейд Уильямс    |
| 2007—2008 | с   | Пещерный человек                    | Cavemen                  | Энди             |
| 2009      | ф   | Фанаты                              | Fanboys                  | Эрик             |
| 2010      | с   | Живая мишень                        | Human Target             | Джон Грей        |
| 2010      | ф   |                                     | Tug                      |                  |
| 2010      | с   | Гленн Мартин                        | Glen Martin DDS          | озвучка          |
| 2011      | ф   | Дилан Дог: Хроники вампиров         | Dylan Dog: Dead of Night | Маркус           |
| 2011—2014 | с   | Быть человеком                      | Being Human              | Джош             |
| 2012      | с   | Хранилище 13                        | Warehouse 13             | Итон             |
| 2016      | ф   | Чудо на Гудзоне                     | Sully                    | Джефф Колодяй    |